# Éder Lima (calciatore)
Éder Lima dos Santos (São Vicente, 5 febbraio 1986) è un calciatore brasiliano, difensore del Capital.